# Історія Городища (Черкаська область)
Основна стаття: Городище (Черкаська область)

## Доісторичні часи
Археологічні знахідки свідчать про існування поселень на території сучасного Городища ще з кам'яної доби. Пізніше найпомітніший слід тут залишили племена трипільців (IV—III тисячоліття до н. е.), яких вважають прадавніми українцями, а також представники скіфської та черняхівської культурно-історичних спільнот. Рештки стародавнього городища зберігалися тут до кінця XIX століття.

## Заснування, перші роки
Найбільш ймовірною датою заснування Городища є літо чи осінь 1049 року, коли за «Повістю временних літ» князь Ярослав розпочав будівництво фортифікаційної системи на південно-східних рубежах Київської Русі. Назва міста походить від староукраїнського слова «град», «город»; городищами звалися укріплені ровами і валами поселення.
Місто виникло на місці давнього поселення. Засноване на початку XVI століття Васькевичами і початково мало назву Лінчинці. Згодом 20 лютого 1533 року власниками стали Жубрики.
Ймовірно, селище Лінчіці було зруйноване під час татарського нападу й повторно заселене через значний проміжок часу.
28 січня 1633 року його власником став Станіслав Конецпольський.
Після перемоги над польсько-шляхетським військом 16 травня 1648 року під Корсунем, козаки з допомогою повсталого місцевого населення вигнали Конецпольського. 1649 року Городище стало сотенним містечком Черкаського полку.
У червні 1664 року козаки під проводом Івана Сірка разом з російськими військами, очолюваними Г. Косоговим, розбили під Городищем татарські полчища. Після Андрусівського перемир'я 1667 року Городище у складі Правобережної України відійшло до Польщі.
У другій половині XVII-го — на початку XVIII-го століття місто переходило від одного власника до іншого.

## XVIII століття

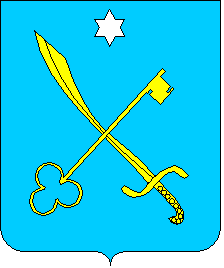
Герб Городища 1782 року

Після Прутського договору 1711 року до Жовтневого перевороту 1917 року городищенські маєтності були власністю спочатку польських магнатів Любомирських, а після придбання їх князем Потьомкіним передаються у спадок його племінниці Олександрі Енгельгард, дружині гетьмана польських військ Ксаверія Браницького, потім — князю Михайлу Воронцову (як придане Єлизавети, дочки Браницького) і зрештою — графині Катерині Балашовій.
Станом на 1741 рік в містечку було 300 дворів.
1768 року мешканці міста стали учасниками Коліївщини, під час якої місто було звільнене від польських феодалів.
З 1793 року, після приєднання Правобережної України до Росії, Городище стало волосним центром Черкаського повіту. 1794 року в ньому налічувалось приблизно 3,7 тисяч жителів. Кількість населення зростала за рахунок прийшлих селян, які осідали тут, працюючи на добуванні граніту й лабрадориту, на цегельних й винокурних заводах.

## XIX століття
В 1822 році в місті в поміщицькому маєтку відкрита перша так звана ланкастерська школа на 30 місць. Вона готувала дітей для праці в панській економії.
1848 року брати К. і Т. Яхненки та Ф. Симиренко заснували тут цукроварню, що 1859/60 руку виробила близько 400 тисяч пудів цукру. Цукроварня була на той час найбільшою не тільки в Київській губернії, а і в Російській імперії. В 1856 році при цукроварні прийняло перших 95 учнів міністерське училище. В 1861 році почала працювати парафіяльна школа, в 1858 році було побудовано церкву в ім'я Архидьякона Стефана і будинок для квартирування священиків.
1860 року в Городищі у 1101 дворі проживало близько 7 тисяч жителів. В місті існувала невелика лікарня на кілька ліжок при цукроварні, було 3 приходські церкви:
- Михайлівська — кам'яна, 3-го класу;

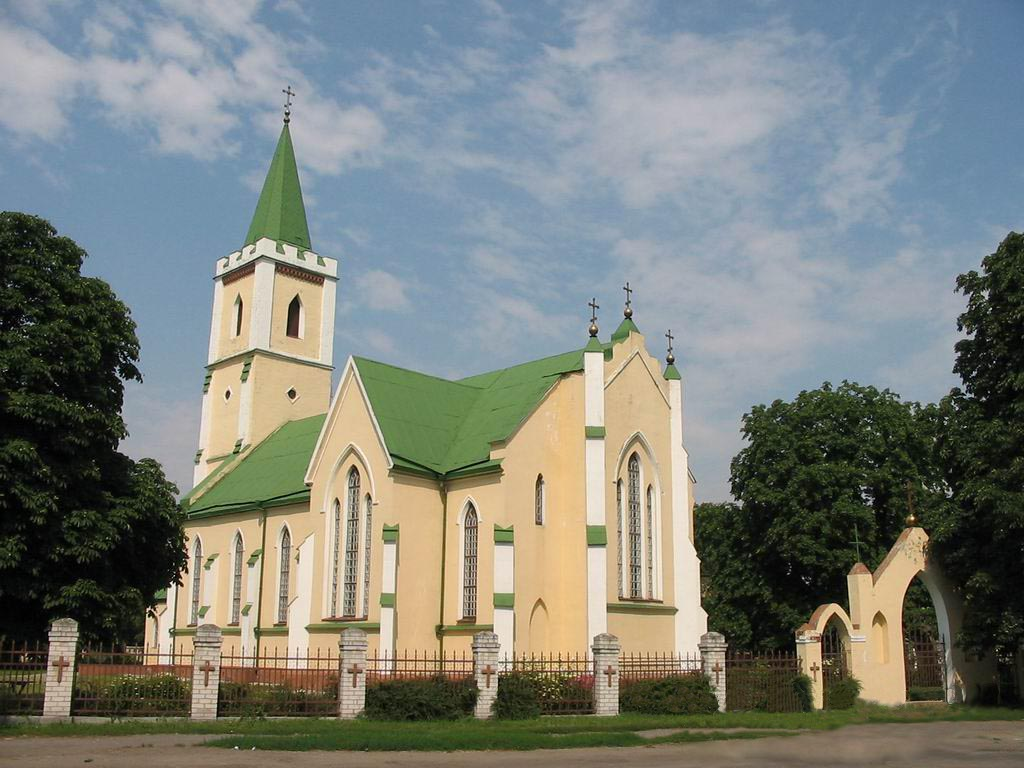
Сучасний вигляд Михайлівської церкви

- Покровська — дерев'яна, 5-го класу (побудована в 1742 році, в 1847 перебудована з дзвіницею[6]); зруйнована 1937 року[7]
- Преображенська — дерев'яна (побудована в 1846 році на місці старої 1722 року побудови, яка розвалювалась).

Після реформи 1861 року посилилося зростання продуктивних сил. Розширювався цукровий завод, де 1867 року працювало 750 робітників. Поруч виріс механічний завод, що виготовляв устаткування для цукроварень. Ці підприємства потребували багато робочих рук. Щороку 150 тисяч підвід цукрових буряків та 40 тисяч підвід дров возили селяни на заводи.
Значна частина городищенців займалась, як і попередні століття, чумацтвом, що описав також в своїй творчості П. П. Гулак-Артемовський:
Як з Городищ чумак, пішовши у Крим за сіллю,
в дорозі нидіє двадцяту вже неділю,
Обшарпався до рубця, в коломазь обліпився…
Терпить нужду й біду, пропасницю й гостинець.
1871 року в місті заснували Київське відділення Російського технічного товариства, центр якого за три роки, в 1874 році, перенесли до Києва.
1872 року, крім парафіяльної школи, в місті почало працювати однокласне народне училище на кошти громадян, з деякою доплатою з казни. Того ж року засноване двокласне училище, перетворене 1891 року на сільськогосподарську школу.
В 1876 році біля залізниці, спорудженої того ж року, виріс ще один, устаткований машинами та механізмами, Маріїнський цукрозавод, що належав племінниці графа Михайла Воронцова Катерині Балашовій. Тут працювало понад 1000 робітників. В 1887 році завод Яхненків—Симиренка, не витримавши конкуренції, припинив існування.
Чимало робітників працювало на цегельному і пивомедоварному заводах, на 3-х млинах, 2-х олійницях та інших дрібних підприємствах. В 1898 році на цукрозаводі відкрилося двокласне училище на 180 навчальних місць. Викладацький колектив складався з завідувача, законовчителя, учителя і двох вчительок. На утримання училища завод щороку витрачав 4000 карбованців.
Енциклопедія Брокгауза і Ефрона, яка вийшла в світ в кінці 19-го, на початку 20-го століття пище, що в Городищі:

 835 дворів, 10869 жителів, 3 православних церкви та 1 каплиця, католицька каплиця, 4 єврейських молитовних будинки, школа, 2 лікарні, 6 постоялих дворів, 64 крамниці, заклад штучних мінеральних вод, пивоварня.

## ХХ століття
В 1912 році в місті заснована лікарня.
З березня по листопад 1918 року місто було під австро-німецькою окупацією. Потім до міста війшли загони Симона Петлюри. В серпні 1919 року до міста війшли війська генерала А.І.Денікіна. Наприкінці грудня 1919 року місто захопили війська Червоної Армії.

### Радянська доба
Після закінчення Української революції в місті знову почала працювати промисловість. 1920 року стали до ладу Городищенський харчкомбінат, цукрозавод. Почала працювати лікарня, школи. В 1921 році місцеву сільськогосподарську школу реорганізовано у сільськогосподарську профшколу, а потім у сільськогосподарський технікум, який готував агрономів і плодоовочівників. В 1922 році на базі піскового та рафінадного цукрових заводівзасновано школу фабрично-заводського учнівства. (ФЗУ). При заводі працював клуб.
1 липня 1923 року на Чернечій горі в Каневі встановлено перший чавунний пам'ятник Тарасу Шевченко, що був відлитий за проектом скульптора К. М. Терещенка в ливарному цеху Городищенського (Маріїнського) цукрозаводу. Власне було виготовлено три копії погруддя, одна з яких в 1924 році встановлено в місті Городище. Модель пам'ятника скульптор виготовив із дерева груші, яка зберігається й досі в музеї мліївського садоінституту. Тоді ж у заводському парку споруджено погруддя Карла Маркса.
У 1922—1923 роках у Городищі організовуються 4 ТСОЗи: «Селянин», «Орач», «Серп» і «Комуна». В 1928 році в місті споруджується маслозавод.
З 7 березня 1923 року місто стає центром Городищенського району у складі Корсунської (Шевченківської) окру́ги Київської губернії, з 3 червня 1925 року по 15 вересня 1930 року — Черкаської (Шевченківської) окру́ги, з 1930 року район передано в пряме підпорядкування УСРР, з 1932 року — у складі Київської області, з 1954 року — у складі новоствореної Черкаської області.
В 1927 році О. С. Коваль створив у місті капелу бандуристів, яка 1936 року виступала в Москві на першій Всесоюзній олімпіаді художньої самодіяльності працівників цукрової промисловості, через три роки — на Всесоюзній сільськогосподарській виставці.
В 1929 році ТСОЗи злилися в один колгосп «Вільне життя», що в 1930 році обробляв майже 3,4 тисяч гектар землі. Також в 1930 році в містечку почала діяти МТС бурякосійного напрямку, яка згодом мала 28 тракторів.
Станом на 1930 рік в місті працювали: райлікарня, поліклініка, дитяча консультація, протитубдиспанцер, райсанстанція. Почала видаватися газета «Соціалістичний наступ» — орган Городищенського РК КП(б)У та районної ради депутатів трудящих.
1932 року колгосп «Вільне життя» поділився на три сільськогосподарські артілі: «Червоний колос» (через три роки — ім. К.Є. Ворошилова), «Червоні яри» та ім. Шевченка.
Добутий в Городищі лабрадорит використовувався не тільки в СРСР, а і вивозився до Німеччини, Франції, США.
На 1941 рік у місті працювало дві десятирічні школи, три семирічні, сільськогосподарський технікум та медична школа.

### Друга світова війна
30 липня 1941 року нацистські війська окупували територію першої сільради Городища, а 1 серпня — другої. За час окупації вони спалили і зруйнували 51 будинок, зокрема — аптеку, поліклініку, протитубдиспансер, пресувальний та трубний цехи керамічного заводу та інші. Технікум плодоовочівництва був приспособлений під табір, де тримали людей перед відправкою їх до Німеччини. 1369 городищенців було вивезено до Німеччини, 369 страчено.
10 лютого 1944 року Червона Армія відвоювала Городище. За участь у Другій світовій війні 698 городищенців нагороджено бойовими орденами і медалями.

### Повоєнні роки
Після відвоювання міста почалася відбудова господарства. Лише за один післявоєнний рік сільськогосподарська артіль ім. Т. Шевченка відбудувала млип, конюшню, корівник, курятник, збудувала крупорушку. Також відбудовувалися і промислові підприємства, насамперед цукропісковий та рафінадний заводи. В 1944 році відбудовано керамічний завод. Залізничники власне побудували нову станцію, повністю спалену фашистами. Знову відкрилася поліклініка, лікарня, диспансери.
В 1950 році артіль ім. Шевченка об'єдналася з колгоспами ім. Димитрова та «Перше травня». В 1956 році Городище віднесено до категорії міст районного підпорядкування.
1959 року сільгоспартілі ім. Ворошилова, ім. ХХІІ партз'їзду об'єднано в колгосп ім. Фрунзе, що мав у своєму користуванні 1 828 га орної землі, 394 голови великої рогатої худоби, коней, свиней, овець, птицю.
Після кількох територіальних реформ Указом Президії Верховної Ради УРСР від 8 грудня 1966 року за містом закріплено статус адміністративного центру Городищенського району Черкаської області.
Станом на 1972 рік в місті мешкало 16,3 тисяч чоловік. Працювали лікарня на 200 ліжок, дитяча лікарня, протитубдиспансер, три медичних пункти при заводах, дитячий ревматсанаторій. В місті працювало 249 медичних працівників, з них 61 лікар. Працювало 7 загальньоосвітніх шкіл: 4 восмирічні, 2 середні, вечірня середня школа робітничої молоді, школа ФЗН, музична школа-семирічка, дитячо-юнацька спортивна школа. Також діяли 3 будинки культури, 3 клуби — всі з стаціонарними кіноустановками, широкоекранний кінотеатр, 7 бібліотек з книжковим фондом майже 140 тисяч книг.
У 1986 році була відкрита ЗОШ №3